# Co z Polską?
Co z Polską? – program publicystyczny emitowany od września do grudnia 2007 roku, dostępny w każdy czwartek o godzinie 22:00 (nie na żywo, lecz w technologii VOD). Prowadzącym program był Tomasz Lis, producentami agencje Tribal DDB i Cut Cut, a partnerem internetowym portal gazeta.pl. Była to kontynuacja programu Co z tą Polską? nadawanego w telewizji Polsat.

## Spis odcinków
| Data emisji odcinka  | Numer odcinka | Goście odcinka                         | Tematy rozmowy                                       |
| -------------------- | ------------- | -------------------------------------- | ---------------------------------------------------- |
| 27 września 2007     | 1             | Jacek Kurski Wojciech Olejniczak       | Kampania wyborcza                                    |
| 4 października 2007  | 2             | Hanna Gronkiewicz-Waltz Ryszard Kalisz | Czy czas Aleksandra Kwaśniewskiego już minął?        |
| 8 października 2007  | 3             | Aleksander Kwaśniewski                 | Wilczury Kwaśniewskiego kontra Saba Dorna            |
| 11 października 2007 | 4             | Bronisław Komorowski                   | O psie Sabie                                         |
| 18 października 2007 | 5             | Andrzej Lepper Zbigniew Wassermann     | Zatrzymanie Beaty Sawickiej                          |
| 25 października 2007 | 6             | Lech Wałęsa                            | Dalsze losy Lecha Kaczyńskiego                       |
| 31 października 2007 | 7             | Jerzy Owsiak                           | Faszystowskie metody Tadeusza Rydzyka                |
| 8 listopada 2007     | 8             | Stefan Niesiołowski                    | Usunąć szkodników z Prawa i Sprawiedliwości          |
| 15 listopada 2007    | 9             | Leszek Balcerowicz                     | Dwa lata rządów Prawa i Sprawiedliwości              |
| 19 listopada 2007    | 10            | Francis Fukuyama                       | Wyzwania dla świata, Ameryki, Rosji, Europy i Polski |
| 22 listopada 2007    | 11            | Bogdan Zdrojewski                      | Stajnia Augiasza w resorcie kultury                  |
| 29 listopada 2007    | 12            | Aleksander Szczygło                    | Kiedy wyjdziemy z Iraku?                             |
| 6 grudnia 2007       | 13            | Jerzy Szmajdziński                     | Lewica poparła Platformę Obywatelską                 |
| 13 grudnia 2007      | 14            | Joachim Brudziński                     | Czy Dorn i Ujazdowski chcieli stanowisk?             |